# Naby Soumah
Naby Soumah (Conakri, Guinea, 25 de enero de 1985) es un exfutbolista de Guinea que jugaba en la posición de delantero.

## Carrera

### Club
| Periodo   | Club                             |
| --------- | -------------------------------- |
| 2006-2007 | SS Zarzouna                      |
| 2007-2012 | CS Sfaxien                       |
| 2009      | → Horoya AC (cedido)             |
| 2009–2010 | → Liberty Professionals (cedido) |
| 2012–2013 | Al-Faisaly FC                    |
| 2013–2014 | Difaa El Jadida                  |
| 2014–2017 | Hajer Club                       |
| 2017      | Al-Nahda Club                    |
| 2017–2018 | Burgan SC                        |
| 2018–2019 | Al-Shabab Kuwait                 |
| 2019      | Al-Nasr Kuwait                   |
| 2020–2021 | Al-Fahaheel SC                   |
| 2021-2022 | ES Hammam-Sousse                 |

### Selección nacional
Jugó para Guinea en 10 ocasiones de 2007 a 2012 y anotó un gol en la victoria por 6-1 ante Botsuana en Franceville por la Copa Africana de Naciones 2012. También participó en la Copa Africana de Naciones 2008.

## Logros
- Copa de Túnez (1): 2008/09
- Copa Confederación de la CAF (1): 2008